# Stenochironomus browni
Stenochironomus browni är en tvåvingeart som beskrevs av Henry Keith Townes, Jr. 1945. Stenochironomus browni ingår i släktet Stenochironomus och familjen fjädermyggor.
Artens utbredningsområde är Florida. Inga underarter finns listade i Catalogue of Life.